# 黑茶
黑茶，一種有名的中國茶，陳放茶葉數個月或數年，讓其中的麴菌發酵後製成，泡出的茶湯顏色呈黑褐色且混濁，並因此得名。中国的黑茶生产历史非常悠久，已有數千年歷史。中國的黑茶以湖南和雲南最為出名。而雲南普洱茶的基本定義為雲南省內通過雲南大葉種經由特定製程(曬菁毛茶)的茶品透過後天生物發酵的黑茶。

## 各地品种
黑茶有眾多品種，主要產區在陝西、安徽、湖北、湖南、四川、雲南與廣西等地 : 
湖南黑茶（安化黑茶）类：黑砖茶、茯砖茶、花砖茶、千两茶类、天尖、贡尖、生尖茶等
湖北黑茶类：紧压型青砖茶、散装青砖茶
廣西六堡茶类：紧压六堡茶、散装六堡茶
云南普洱茶类：普洱茶类中的生茶與熟茶（包括紧压饼类和散茶类熟茶）
四川边茶（藏茶）类：金尖、康砖等